# Janssoniella albiclava
Janssoniella albiclava (лат.) — вид хальцидоидных наездников рода Janssoniella из семейства Pteromalidae. Эндемик Восточной Азии.

## Распространение
Южная Корея, Япония.

## Описание
Длина тела от 5,40 до 7,50 мм; длина переднего крыла от 3,90 до 5,60 мм. Голова сине-зелёная с диффузным медным металлическим блеском. Усики с жёлтыми скапусом и булавой, педицель темно-коричневый, жгутик чёрный. Мезосома зёленого цвета с диффузным медно-фиолетовым металлическим блеском. Все тазики в основании металлически зелёные, на вершине желтовато-коричневые, бёдра, голени и лапки жёлтые, последний сегмент лапки желтовато-коричневый.
Переднее крыло с буроватым оттенком, жилкование желтовато-коричневое. Брюшко в основании с металлическим зелёным оттенком, на вершине желтовато-коричневым, остальные тергиты коричневые; ножны яйцеклада чёрные.

## Систематика и этимология
Вид был впервые описан в 2020 году российским энтомологом Екатериной Целих (Зоологический институт РАН, Санкт-Петербург, Россия) и Jong‐Wook Lee (Department of Life Sciences, Yeungnam University, Gyeongsan, Южная Корея). Сходен с видами Janssoniella magna и Janssoniella rachini (Trigonoderini, Pteromalinae). Видовое название J. albiclava происходит от латинских слов «albus» (что означает «светлый») и «clava» («булава»), имея в виду характерную светлую булаву усиков.